# Querelles de famille
Querelles de famille est un essai de Georges Duhamel publié en 1932 au Mercure de France et dédié à Roger Martin du Gard.

## Résumé
Georges Duhamel, le narrateur, critique, sur un ton caustique et volontairement ultra-conservateur, les évolutions technologiques de la fin du XIXe siècle et du début du XXe siècle et les prémices de la société de consommation. Le bruit omniprésent et obsédant pour lui, notamment celui du phonographe, le conduit à faire la promotion d'un parc national du silence. La « crasse » qui selon lui entoure les villes, due pour l'essentiel à ce qu'il nomme la « société du fer blanc » l'indispose. Les inventeurs, qui ne cessent de créer des objets futiles, sont appelés, par moratoire de cinq ans, à ne plus faire proposer de nouveaux brevets. L'Église semble être pour Duhamel la prochaine cible des progrès techniques, craignant l'entrée du phonographe dans les lieux de cultes pour l'exécution des chants et musiques sacrés, voire ultimement en remplacement des homélies du prêtre. L'homme dans cette société de progrès technologiques incontrôlés perd ses repères, devient boulimique de la dernière invention et finit hypocondriaque vis-à-vis de celle-ci, guettant fébrilement son moindre dérèglement et consultant à la moindre panne. À travers plusieurs personnages devenus littéralement esclaves des appareils ménagers, allant de la pompe électrique à la voiture ou à la « téhésef », Duhamel attaque violemment la société française de l'entre-deux guerres sur un mode passéiste. In fine, il s'adresse au Président de la République pour lui soumettre deux mesures à même, selon lui, de contrer l'avancée consumériste dans la population. D'une part, il propose la création d'un Ministère de la publicité, chargé de vérifier scientifiquement la valeur des slogans des marques de façon à valider les assertions « mesurables et non mesurables » des entreprises pour vendre leurs produits. D'autre part, il demande la création d'un Ministère du bruit chargé de légiférer sur des plages horaires d'utilisation des appareils musicogènes et des radios, d'étudier l'impact du bruit sur la santé, de proposer des procédés industriels de neutralisation des bruits et enfin de créer, son grand rêve, ce parc national du silence.

## Analyse
Cet essai est dans la droite suite de Scènes de la vie future racontant son voyage aux États-Unis en 1929-1930 et les excès de la société de consommation qu'il découvre là-bas.

## Éditions
- Mercure de France, Paris, 1932 (réédité en 1959).